# Pic de Pedres Blanques
El Pic de Pedres Blanques és una muntanya de 2.765 metres que es troba al municipi d'Alins, a la comarca del Pallars Sobirà. Es troba a la carena que separa el circ de Baborte de la coma d'Estats.